# 290

## Nașteri
- dată necunoscută: Pappus din Alexandria  (d. 350)
- dată necunoscută: Vitus sfânt (d. 303)
- dată necunoscută: Vasile din Ancyra  (d. 363)

## Decese
- 14 mai: Bonifaciu din Tars martir creștin (n. ?)